# Коевска, Андреа
Андреа Коевска (макед. Андреа Коевска; родилась 14 февраля 2000 г.) также известная под псевдонимом Андреа — северомакедонская певица. Представительница Северной  Македонии на «Евровидении-2022».

## Ранний период жизни
Андреа в возрасте пяти лет была вдохновлена музыкальной сценой Гарлема.

## Музыкальная карьера
Пока она росла в Нью-Йорке, она познакомилась с различными жанрами, которые вдохновляют её музыку сегодня, такими как госпел, R&B, поп и поп-панк. Она также назвала Лорин Хилл и Хейли Уильямс своими музыкальными вдохновителями. Во время публикации коротких видеороликов, на которых она поёт известные поп- и рок-песни, её заметил продюсер Александр Масевски и предложил Андреа сотрудничать с ним.

### 2022: Евровидение
В 2022 году Андреа выиграла национальный отбор Северной Македонии, Za Evrosong 2022, выиграв тай-брейк у «Superman» Виктора и выиграв международное жюри, поскольку Андреа набрала 12 очков, а Виктор — только 8.

## Личная жизнь
Мать Андреа — врач, а отец — профессор права. Говорят, что её дедушка, когда ей было девять лет, был основным источником страсти Андреа к музыке. Когда не записывает музыку и не выступает, Андреа практикует свою любовь к боевому искусству Муай Тай или заботится о своей собаке Мо.